# L'acrobate
L'Acrobate es una película dramática canadiense de drama dirigida por Rodrigue Jean y estrenada en 2019. La película se centra en Christophe (Sébastien Ricard) and Micha (Yury Paulau), dos hombres que se encuentran en una unidad desocupada en un proyecto de construcción de gran altura en Montreal durante una tormenta de nieve, y comienzan una apasionada historia de amor en la que se reúnen regularmente en la misma unidad.
La película, que toma prestada su configuración narrativa inicial del clásico de la película El último tango en París, es la tercera en la trilogía de películas de Jean que explora la sexualidad y la intimidad emocional, después de Lost Song y Love in the Time of Civil War.